# Hieracium canitiosum
Hieracium canitiosum là một loài thực vật có hoa trong họ Cúc. Loài này được (Dahlst.) Brenn. mô tả khoa học đầu tiên năm 1892.